# Edward and Mrs Simpson
Le Grand Amour du duc de Windsor (Edward & Mrs Simpson) est une mini-série britannique en sept épisodes de 60 minutes réalisée par Waris Hussein, scénarisée par Simon Raven (en), basée sur la biographie d'Édouard VIII par Frances Donaldson, produite par Thames Television et diffusée 6 novembre au 20 décembre 1978 sur ITV.
Au Canada anglophone, elle a été diffusée à partir du 15 novembre 1979 sur le réseau CBC, au Québec à partir du 14 décembre 1980 à Radio-Québec sous le titre Edward et Mrs Simpson, et en France à partir du 26 décembre 1988 sur TF1. Elle reste inédite dans les autres pays francophones.

## Synopsis
La série met en scène les événements qui ont conduit le roi Édouard VIII du Royaume-Uni à renoncer au trône en 1936. Comme son titre l'indique, la série est centrée sur la relation amoureuse du souverain avec la divorcée américaine Wallis Simpson.

## Distribution
- Edward Fox : monarque Édouard VIII
- Cynthia Harris (en) : Mrs Simpson
- Patricia Hodge : Lady Diana Cooper

## Épisodes
1. Le Petit Prince (The Little Prince)
2. Vive le roi (Venus at the Prow)
3. Le Divorce (The New King)
4. Proposition de mariage (The Divorce)
5. Abdication (The Decision)
6. Proposals
7. The Abdication

## Récompenses
En 1979, la série remporte un BAFTA Award du meilleur acteur, du meilleur design, du meilleur costume et de la meilleure série. En 1980, elle remporte l'Emmy Award de l'« Outstanding Limited Series ».

## DVD
La série a été commercialisée en DVD au Royaume-Uni par Network et aux États-Unis par A&E.